# Cheseaux-sur-Lausanne
Cheseaux-sur-Lausanne je obec na jihozápadě Švýcarska v okrese Lausanne v kantonu Vaud. Žije zde přibližně 4 300 obyvatel.

## Geografie
Cheseaux-sur-Lausanne leží v nadmořské výšce 604 m, vzdušnou čarou 7 km severně od kantonálního hlavního města Lausanne. Obec leží na náhorní plošině v jižní části pohoří Gros de Vaud, severně od potoka Mèbre, ve střední části kantonu Vaud.
Území obce o rozloze 4,6 km² pokrývá část pohoří Gros de Vaud, které je obilnicí kantonu Vaud. Náhorní plošina je na jihu ohraničena údolím řeky Mèbre. Na západě zasahuje území obce až k pramenům řek Chamberonne a Petite Chamberonne s lesnatými oblastmi Plamont a Bois du Dévin. Na východě se území rozprostírá na svahu Signal de Morrens, kde se nachází nejvyšší bod Cheseaux-sur-Lausanne ve výšce 680 m n. m. Na východě se území rozprostírá na svahu Signal de Morrens, kde se nachází nejvyšší bod Cheseaux-sur-Lausanne. V roce 1997 tvořila 20 % území obce zastavěná plocha, 15 % lesy a lesní porosty a 65 % zemědělství.
Cheseaux-sur-Lausanne zahrnuje nové obytné čtvrti a obchodní a průmyslové zóny. Sousedními obcemi Cheseaux-sur-Lausanne jsou Crissier, Sullens, Boussens, Etagnières, Morrens a exkláva města Lausanne.

## Historie

Letecký pohled (1964)

V obci byly objeveny pozůstatky římského sídliště a hroby z burgundského období. První písemná zmínka o obci pochází z roku 1228 a nese název Chesaus. Starofrancouzské slovo chesal označuje zříceninu budovy. Ve středověku patřilo Cheseaux-sur-Lausanne šlechtickému rodu de Cheseaux, jehož panství se rozkládalo od Crissier po Echallens.
Po dobytí Vaudu Bernem v roce 1536 přešlo Cheseaux-sur-Lausanne pod správu panství Lausanne. V letech 1554–1769 zde vládl rod de Loys. Po pádu Staré konfederace patřila obec v letech 1798–1803 v období helvétského soustátí ke kantonu Léman, který byl poté po vstupu v platnost Ústavy o zprostředkování sloučen s kantonem Vaud. V roce 1798 byla přiřazena k okresu Lausanne.

## Obyvatelstvo
| Rok            | 1850 | 1900 | 1910 | 1930 | 1950 | 1960 | 1970 | 1980 | 1990 | 2000 |
| Počet obyvatel | 421  | 399  | 392  | 358  | 409  | 491  | 1579 | 2393 | 2857 | 2939 |

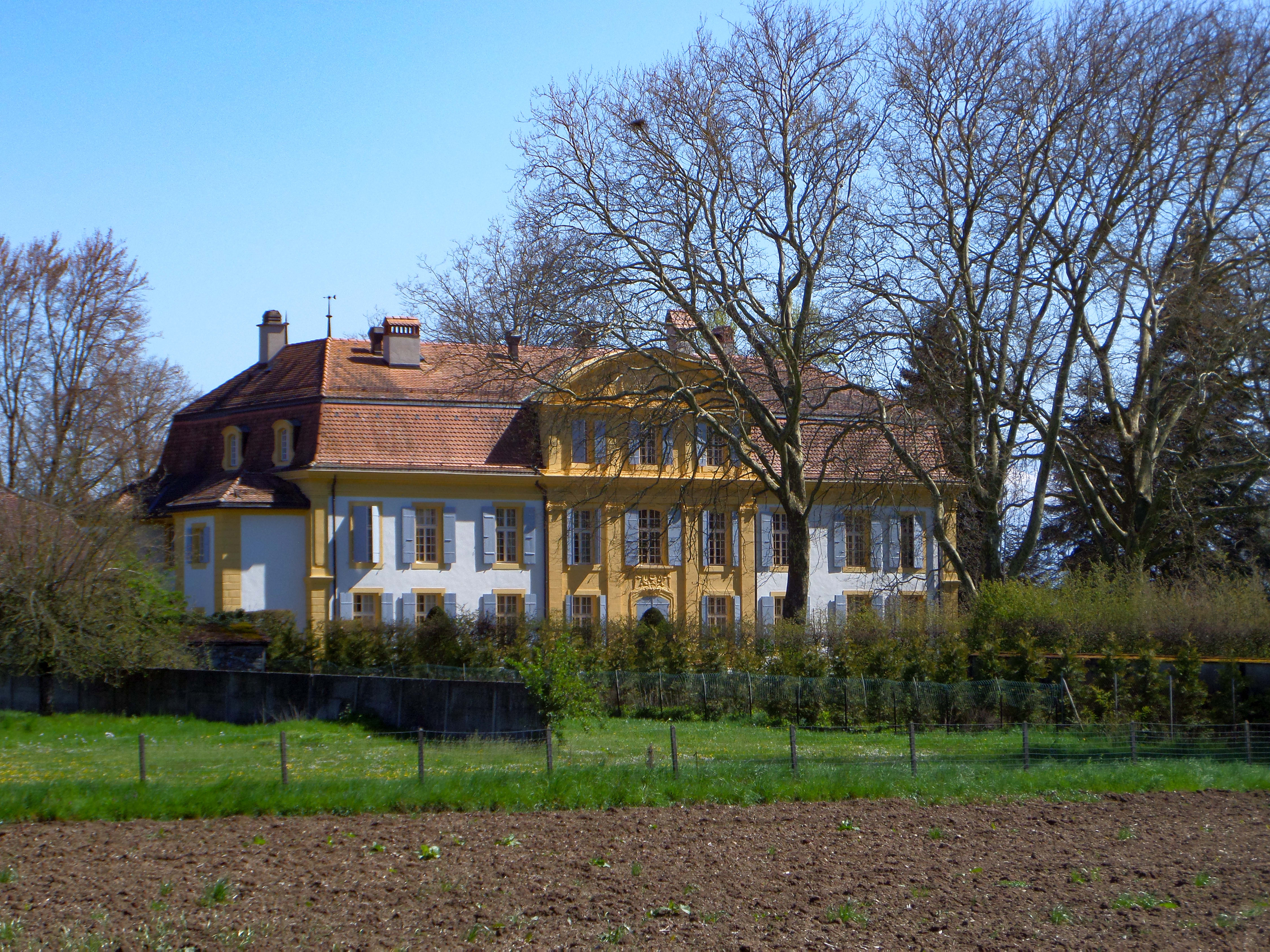
Zámek

Z celkového počtu obyvatel je 89,4 % francouzsky mluvících, 4,1 % německy mluvících a 2,3 % portugalsky mluvících (stav v roce 2000). V roce 1850 žilo v Cheseaux-sur-Lausanne 421 obyvatel a v roce 1900 399 obyvatel. Od roku 1960 (491 obyvatel) byl zaznamenán rychlý nárůst počtu obyvatel, během 40 let se počet obyvatel zvýšil šestkrát. Dnes je obec součástí aglomerace Lausanne.

## Hospodářství
Až do poloviny 20. století byla obec Cheseaux-sur-Lausanne převážně zemědělskou obcí. Dnes hraje zemědělství ve struktuře zaměstnanosti obyvatelstva jen okrajovou roli.
Se vznikem obchodních a průmyslových zón od 60. let 20. století se hospodářská struktura obce výrazně změnila. Mezi nejvýznamnější podniky v Cheseaux-sur-Lausanne patří společnost Kudelski SA, která v obci sídlí od roku 1969 a vyrábí zařízení pro záznam zvuku a šifrovací systémy, a nakladatelství Éditions Atlas. Další podniky působí v oblasti strojírenství, přesné mechaniky, stavebnictví, nábytkářství a potravinářství.
V posledních desetiletích se obec díky své atraktivní poloze rozvinula v rezidenční obec. Mnoho pracujících proto dojíždí za prací převážně do Lausanne.

## Doprava
Obec má výborné dopravní spojení. Leží na hlavní silnici č. 5 z Lausanne do Yverdon-les-Bains; tranzitní doprava je od roku 2001 vedena přes obchvat západně od obce. Dálniční křižovatky Cossonay na dálnici A1 (Lausanne–Yverdon) a Lausanne-Blécherette na dálnici A9 (Lausanne–Sion), jsou vzdáleny asi 5 km od obce. Dne 5. listopadu 1873 byl zprovozněn úsek úzkorozchodné železnice Chemin de fer Lausanne-Echallens-Bercher z Lausanne do Cheseaux-sur-Lausanne. Obec obsluhují také autobusové linky do Cossonay a do Cugy.

## Partnerská obec
- Aubignan, Francie